# Linglong Tire
Shandong Linglong Tire Co., Ltd. (често скраћено Linglong Tire — транскр.  Линглунг тајер), кинеско је предузеће за производњу гума које је међу 20 највећих светских предузећа у тој области и међу 5 у Кини већ дуги низ година.
Ово предузеће основано је 1975. године и тренутно има пет кинеских производних база у градовима Џаојуен, Деџоу, Лиуџоу, Ђингмен и Чангчуeн (у изградњи) и две иностране производне базе у Тајланду и Србији (у изградњи). Поред тога има и шест институција за истраживање и развој, а број запослених достиже 16 хиљада. Компанија поседује више брендова за различита тржишта, укључујући Линглунг, Атлас, Еволукс, Леао, Шанлинг, Бенчхмарк и друге брендове. Производи се продају у више од 180 земаља и региона и налазе се у оквиру система добављача за светски познате произвођаче аутомобила као што су Хонгћи, Ауди, Фолксваген, Форд и Рено-Нисан-Мицубиши. Главне делатности компаније Линглунг су истраживање и развој, производња и продаја пнеуматика за путничка, комерцијална, тркачка, теренска, индустријска и пољопривредна возила, као и пнеуматика коришћених у ваздухопловству и специјалних пнеуматика.
У августу 2018. године, Линглунг је најавио да ће његова друга прекоморска производна база бити у Зрењанину, у Србији (аутономна покрајина Војводина), што је нова прекретница за компанију. Планирани капацитет је 13,6 милиона гума годишње. Вредност инвестиције је 994,4 милиона долара, на 136 хектара у индустријској и слободној трговинској зони.

## Историја
Претеча компаније Линглунг, фабрика за репарацију гума у граду Џаојуен, основана је 1975. године. Прва ПЦР гума произведена је 2001. године, а исте године, 10. новембра, започета је изградња Линглунг Тајер индустријског парка. Линглунг је 2007. године остварио нагли скок у развоју, када је годишња вредност производње достигла 10 милијарди РМБ. У наредним годинама компанија је приступила глобалној мрежи добављача за Форд, Фолксваген и друге познате произвођаче аутомобиле и убрзо, 6. јула 2016. године, листирана је и на Шангајској берзи. Церемонија полагања камена темељца поводом изградње фабрике Линглунг Интернешнал Јуроп” д.о.о. Зрењанин (Linglong International Europe d.o.o. Zrenjanin), чија изградња је и даље у току, одржана је 30. марта 2019. године.